# Pajiștea Jebel
Pajiștea Jebel este o arie protejată (sit de importanță comunitară — SCI) din România, desemnată în scopul protejării biodiversității și menținerii într-o stare de conservare favorabilă a florei spontane și faunei sălbatice, precum și a habitatelor naturale de interes comunitar aflate în arealul zonei de protecție. Aceasta este întinsă pe o suprafață de 293,6 ha, integral pe uscat.

## Localizare
Centrul sitului Pajiștea Jebel este situat la coordonatele 45°33′34″N 21°10′27″E / 45.559581°N 21.174114°E. Situl se întinde pe teritoriile administrative ale comunelor Jebel și Parța și pe cel al orașului Ciacova din județul Timiș.

## Înființare
Situl Pajiștea Jebel a fost declarat sit de importanță comunitară (ROCIC0348) în septembrie 2011 pentru a proteja un număr necunoscut de specii din flora spontană și fauna sălbatică aflate în arealul zonei.

## Biodiversitate
Situată în ecoregiunea panonică, aria protejată conține 1 habitat natural: Pajiști stepice subpanonice.
La baza desemnării sitului se află un număr nedeclarat de specii protejate.
Pe lângă speciile protejate, pe teritoriul sitului a mai fost identificată o specie rară de trifoi (Trifolium subterraneum).